# Frederikssund Oaks
I Frederikssund Oaks sono una squadra di football americano di Frederikssund, in Danimarca, fondata nel 1992 come Jægerspris Oaks.

## Dettaglio stagioni

### Tackle football

#### Tornei

##### Tornei nazionali

###### Nationalligaen
| Stagione | regular season | regular season | regular season | regular season | regular season | regular season | playoff | playoff | playoff | playoff | playoff | playoff   | playoff    |
|          | Vin            | Par            | Per            | Tot            | PF             | PS             | Vin     | Per     | Tot     | PF      | PS      | risultato | avversaria |
| -------- | -------------- | -------------- | -------------- | -------------- | -------------- | -------------- | ------- | ------- | ------- | ------- | ------- | --------- | ---------- |
| 2018     | 3              | 0              | 7              | 10             | 109            | 308            | 0       | 1       | 1       | 0       | 27      | Wild Card | AaB 89ers  |
| 2019     | 0              | 0              | 10             | 10             | 0              | 500            | -       | -       | -       | -       | -       | -         | -          |
| Totale   | 3              | 0              | 17             | 20             | 109            | 808            | 0       | 1       | 1       | 0       | 27      |           |            |

Fonti: Enciclopedia del Football - A cura di Massimo Mezzetti

###### Kvalifikations Ligaen/1. division
| Stagione | regular season | regular season | regular season | regular season | regular season | regular season | playoff | playoff | playoff | playoff | playoff | playoff              | playoff             |
|          | Vin            | Par            | Per            | Tot            | PF             | PS             | Vin     | Per     | Tot     | PF      | PS      | risultato            | avversaria          |
| -------- | -------------- | -------------- | -------------- | -------------- | -------------- | -------------- | ------- | ------- | ------- | ------- | ------- | -------------------- | ------------------- |
| 2012     | 4              | 0              | 6              | 10             | 166            | 206            | -       | -       | -       | -       | -       | -                    | -                   |
| 2013     | 0              | 0              | 10             | 10             | 0              | 500            | 1       | 0       | 1       | 0       | 50      | Primo turno spareggi | Middelfart Stingers |
| 2017     | 8              | 0              | 0              | 8              | 277            | 70             | 1       | 0       | 1       | 21      | 0       | Campioni/Promossi    | Amager Demons       |
| 2021     | 3              | 0              | 3              | 6              | 123            | 99             | -       | -       | -       | -       | -       | -                    | -                   |
| 2022     | 6              | 0              | 1              | 6              | 254            | 126            | 0       | 1       | 1       | 20      | 22      | Semifinale           | Herlev Rebels       |
| 2023     | 8              | 0              | 0              | 8              | 342            | 74             | 1       | 1       | 2       | 62      | 42      | 1. divisions Bowl    | Herlev Rebels       |
| Totale   | 29             | 0              | 20             | 49             | 1162           | 1075           | 3       | 2       | 5       | 103     | 114     |                      |                     |

Fonti: Enciclopedia del Football - A cura di Massimo Mezzetti

###### 2. division
| Stagione | regular season | regular season | regular season | regular season | regular season | regular season | playoff | playoff | playoff | playoff | playoff | playoff   | playoff            |
|          | Vin            | Par            | Per            | Tot            | PF             | PS             | Vin     | Per     | Tot     | PF      | PS      | risultato | avversaria         |
| -------- | -------------- | -------------- | -------------- | -------------- | -------------- | -------------- | ------- | ------- | ------- | ------- | ------- | --------- | ------------------ |
| 2016     | 8              | 0              | 2              | 10             | 315            | 57             | 2       | 0       | 2       | 27      | 6       | Promossi  | Svendborg Admirals |
| Totale   | 8              | 0              | 2              | 10             | 315            | 57             | 2       | 0       | 2       | 27      | 6       |           |                    |

Fonti: Enciclopedia del Football - A cura di Massimo Mezzetti

###### Danmarksserien
| Stagione | regular season | regular season | regular season | regular season | regular season | regular season | playoff | playoff | playoff | playoff | playoff | playoff     | playoff             |
|          | Vin            | Par            | Per            | Tot            | PF             | PS             | Vin     | Per     | Tot     | PF      | PS      | risultato   | avversaria          |
| -------- | -------------- | -------------- | -------------- | -------------- | -------------- | -------------- | ------- | ------- | ------- | ------- | ------- | ----------- | ------------------- |
| 2014     | 7              | 0              | 3              | 10             | 394            | 147            | 1       | 1       | 2       | 71      | 42      | Semifinale  | Middelfart Stingers |
| 2015     | 10             | 0              | 0              | 10             | 428            | 32             | 1       | 1       | 2       | 40      | 33      | Elming Bowl | Slagelse Wolfpack   |
| Totale   | 17             | 0              | 3              | 20             | 822            | 179            | 2       | 2       | 4       | 111     | 75      |             |                     |

Fonti: Enciclopedia del Football - A cura di Massimo Mezzetti

### Riepilogo fasi finali disputate
| Anno              | Luogo         | Evento                | Fase del torneo      | Incontro                                 | Risultato     |
| 22 settembre 2013 | Middelfart    | Kvalifikations Ligaen | Primo turno spareggi | Middelfart Stingers - Frederikssund Oaks | 50 - 0 d.g.s. |
| 20 settembre 2014 | Middelfart    | Danmarksserien        | Semifinale           | Middelfart Stingers - Frederikssund Oaks | 28 - 6        |
| 4 ottobre 2015    | Frederikssund | Danmarksserien        | Elming Bowl          | Frederikssund Oaks - Slagelse Wolfpack   | 22 - 33       |
| 25 settembre 2016 | Svendborg     | 2. division           | Spareggio promozione | Svendborg Admirals - Frederikssund Oaks  | 0 - 20        |
| 30 settembre 2017 | Kastrup       | Kvalifikations Ligaen | Spareggio promozione | Amager Demons - Frederikssund Oaks       | 0 - 21        |
| 22 settembre 2018 | Aalborg       | Nationalligaen        | Wild Card            | AaB 89ers - Frederikssund Oaks           | 27 - 0        |
| 11 settembre 2022 | Frederikssund | 1. division           | Semifinale           | Frederikssund Oaks - Herlev Rebels       | 20 - 22       |
| 8 ottobre 2023    | Frederikssund | 1. division           | 1. divisions Bowl    | Frederikssund Oaks - Herlev Rebels       | 27 - 28       |

## Palmarès
- 2 Campionati di 2º livello (2002, 2017)
- 2 Campionati Under-16 (2008, 2016)
- 3 Campionati Under-13 (2003, 2005, 2006)